# Theristicus
Genre
Le genre Theristicus comprend quatre espèces d'ibis de la famille des Threskiornithidae.

## Liste des espèces
D'après la classification de référence (version 14.1, 2024) de l'Union internationale des ornithologues, il y a 5 espèces du genre Theristicus (ordre philogénique) :
- Theristicus caerulescens, (Vieillot, 1817) – Ibis plombé ;
- Theristicus caudatus, (Boddaert, 1783) – Ibis mandore ;
- Theristicus melanopis, (Gmelin, 1789) – Ibis à face noire ;
- Theristicus branickii (Berlepsch et Stolzmann, 1894) – Ibis des Andes.

| Espèce                                                 | Photo             | Portrait     | Répartition                                       | Population                                                                    |
| Theristicus caerulescens (Vieillot, 1817) Ibis plombé  | Ibis plombé       | Ibis plombé  | Argentine ; Bolivie ; Brésil ; Paraguay ; Uruguay |                                                                               |
| Theristicus caudatus (Boddaert, 1783) Ibis mandore     | Ibis mandore      | Ibis mandore | Amérique du Sud                                   |                                                                               |
| Theristicus melanopis (Gmelin, 1789) Ibis à face noire | Ibis à face noire |              | Argentine ; Bolivie ; Chili ; Équateur ; Pérou    | La population mondiale en 2006 était estimée entre 25 000 et 100 000 oiseaux. |